# 无刺枣
无刺枣（学名：Ziziphus jujuba var. inermis）为鼠李科枣属下的一个变种。

## 扩展阅读
- 維基物種上的相關：无刺枣